# Chim săn mồi

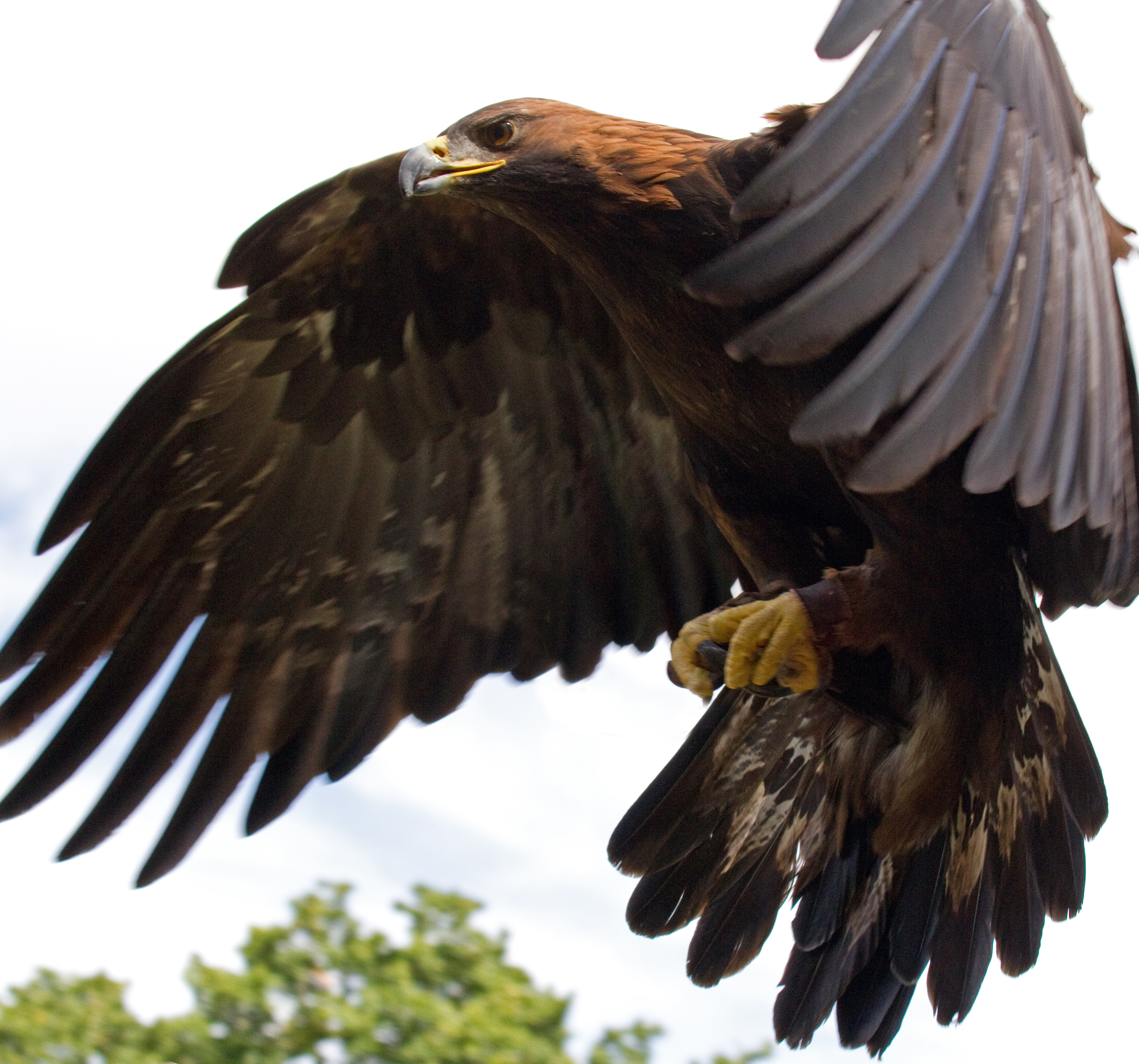
Đại bàng vàng

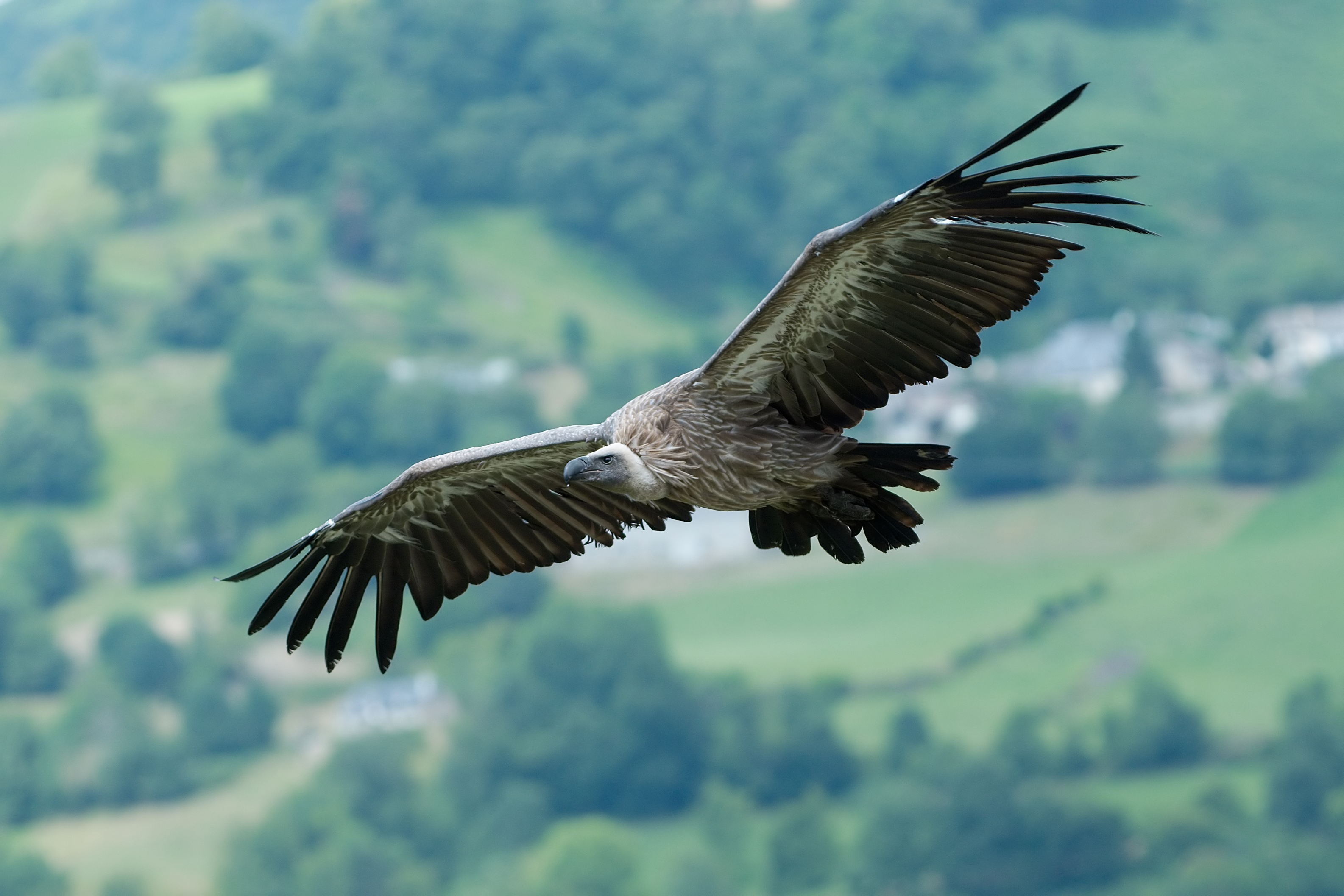
Kền kền ưng

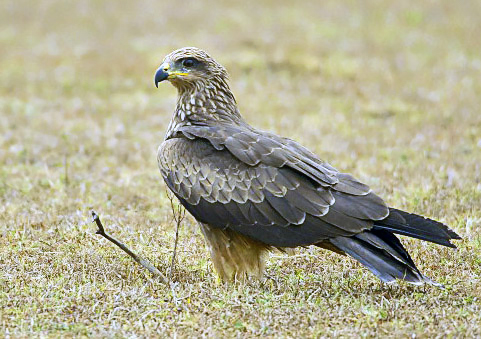
Diều hâu đen

Chim săn mồi là các loài chim có lối sống ăn thịt bằng cách đi săn, chủ yếu là săn các động vật có xương sống, bao gồm cả các loài chim khác. Móng vuốt và mỏ của chúng có xu hướng tương đối lớn, mạnh mẽ và thích nghi để quắp mồi và xé thịt. Trong hầu hết các trường hợp, những con mái lớn hơn đáng kể so với con trống. Do tập tính ăn thịt, chúng thường là đứng trên cùng trong chuỗi thức ăn. Chim săn mồi có thể phân loại thành 2 nhóm chính: chim săn mồi ban đêm và chim săn mồi ban ngày.
chúng có thị giác tinh tường để phát hiện thức ăn ở khoảng cách xa hoặc trong khi bay, đôi chân khỏe có móng vuốt sắc nhọn để cắp hoặc giết con mồi, và mỏ mạnh mẽ, cong để xé thịt con mồi. Ngoài việc săn bắt con mồi sống, nhiều loài chim, chẳng hạn như đại bàng cá, kền kền và chim điêu, còn ăn xác thối.
Chim săn mồi ban ngày:
Phần lớn là các loài chim trong bộ Ưng và bộ Cắt, bao gồm đại bàng, diều hâu, chim ưng, kền kền, chim ó, chim bồ cắt và chim cắt… Những loài này thường bay nhanh và có thị giác rất tốt. Chúng thường bắt mồi bằng cách lao xuống từ trên cao. Khác với các loài cú thường nuốt nguyên cả con mồi, các loài chim ưng và chim cắt thường xé mồi khi ăn. Đa số chúng thường có xu hướng bay cao hoặc liệng. Các loài chim thuộc bộ Cắt thường giết chết con mồi bằng mỏ, nhờ trên mỏ có một mấu sắc, được gọi là răng, giúp cho nó có thể bẻ gãy xương sống con mồi, trong khi các loài chim trong bộ Ưng sử dụng chú yếu móng vuốt để giết mồi.

Chim săn mồi ban đêm là các loài chim trong Bộ Cú, bao gồm cú mèo, cú vọ, dù dì và chim lợn… Chúng có thính giác rất tốt, phù hợp với lối sống ban đêm, và thường tiếp cận con mồi một cách bất ngờ. Các loài chim lợn có đặc điểm không phát ra tiếng động khi bay, trong khi các loài trong Họ Cú mèo có thị giác tương đối tốt và một số trong số chúng cũng săn mồi cả vào ban ngày.

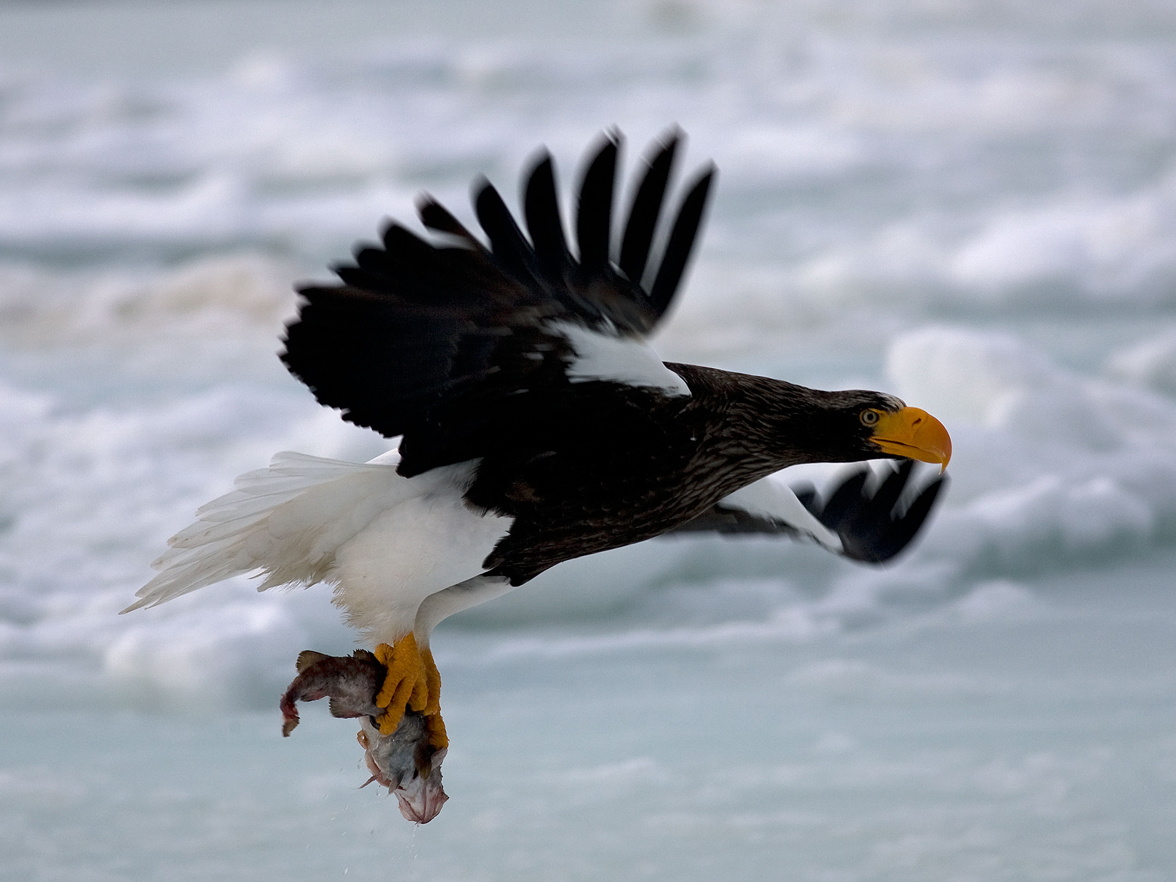
Đại bàng biển Steller

## Chim săn mồi ban ngày

### Bộ Ưng
Bao gồm khoảng trên 250 loài trong 3 hoặc 4 họ động vật.

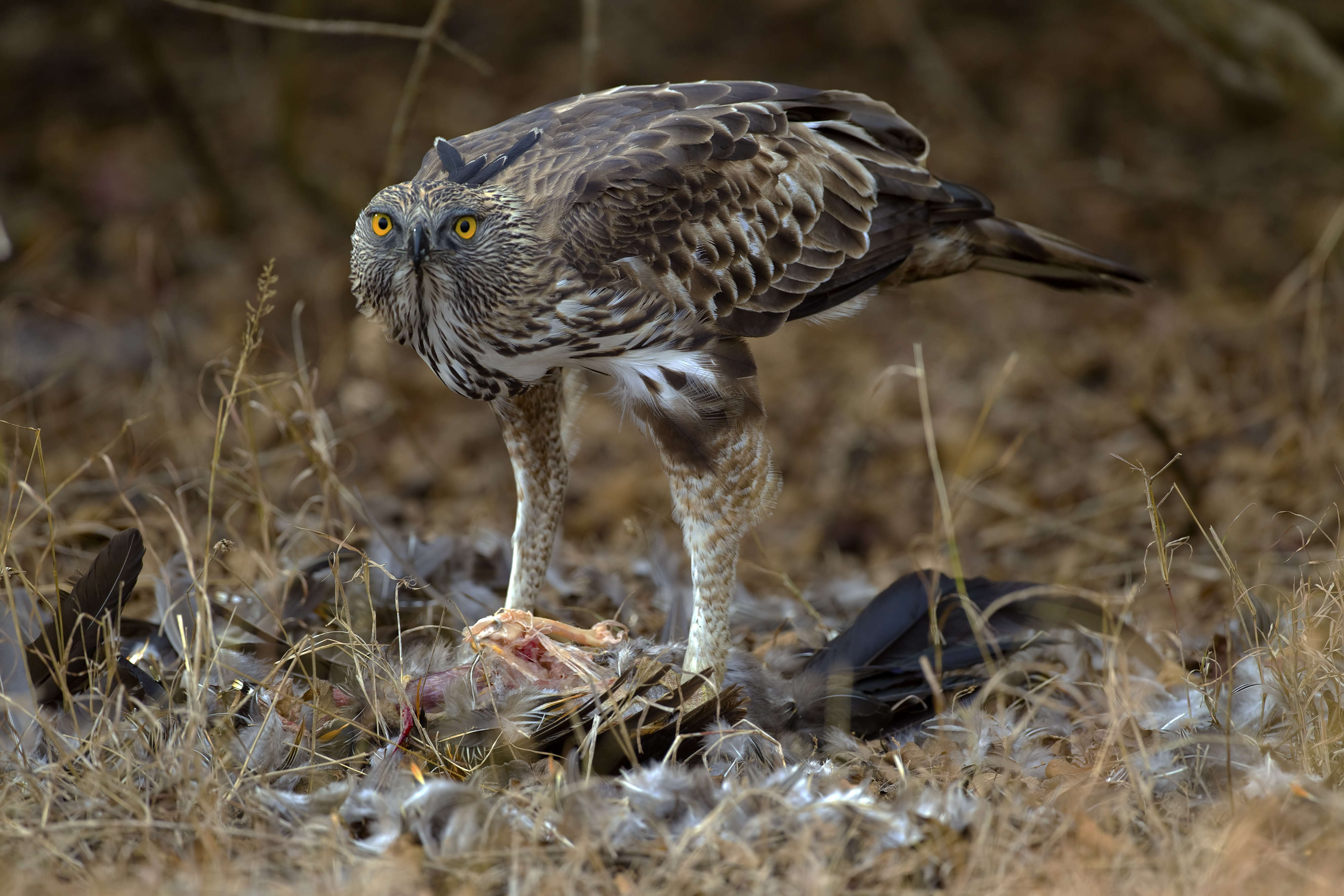
Diều đầu nâu

#### Họ Ưng
Khoảng gần 250 loài có kích thước, hình dạng và lối sống rất đa dạng, phân bố hầu khắp trên thế giới (trừ châu Nam Cực). Tất cả chúng đều có thị giác tốt và giỏi bay lượn, khi bay thì đôi cánh sải rộng ra hai bên. Bao gồm các loài đại bàng (Eagle), chim ưng, chim ó hay chim diều (Hawk) như diều hâu, diều mướp,...và kền kền (Vulture).

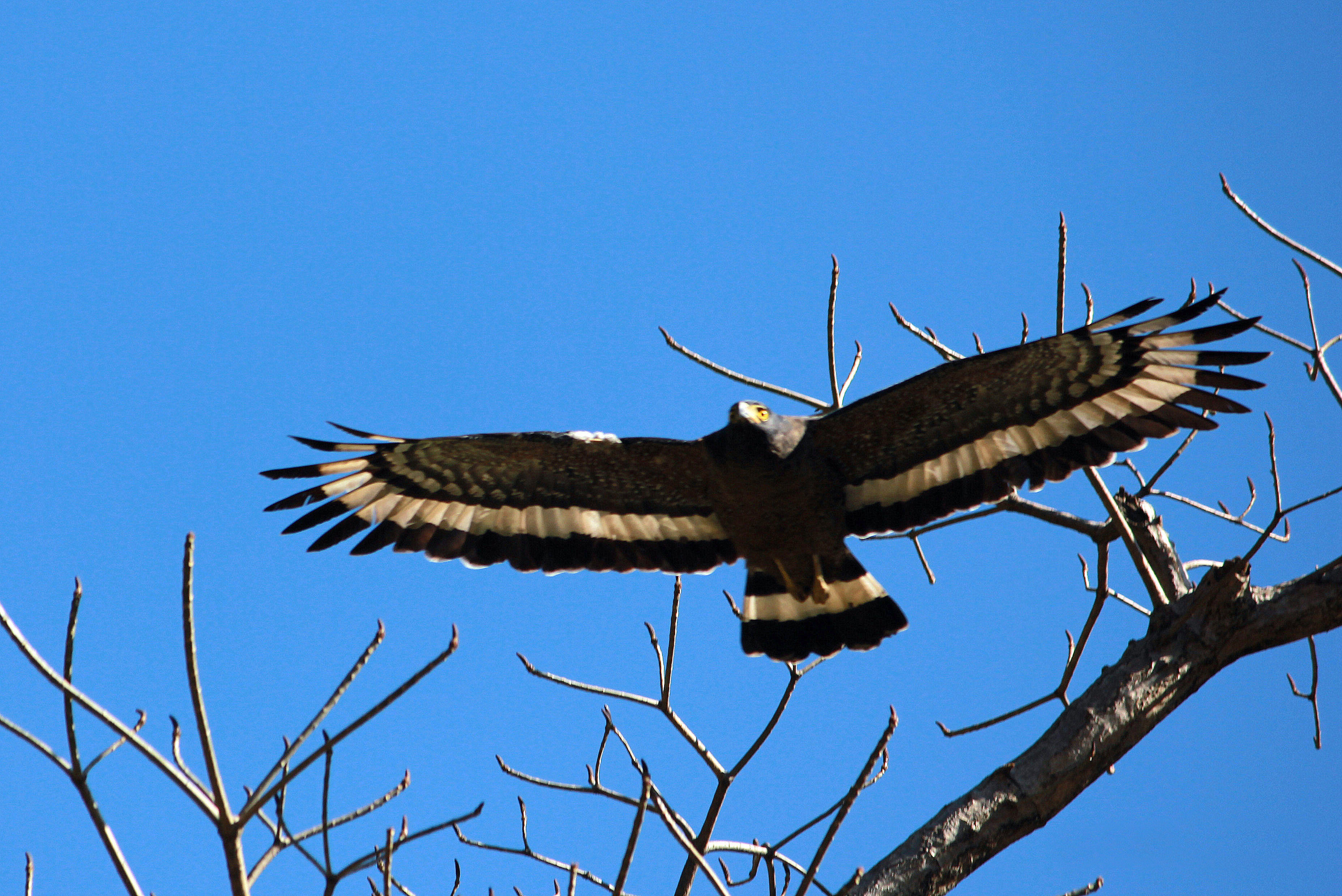
Diều hoa Miến Điện

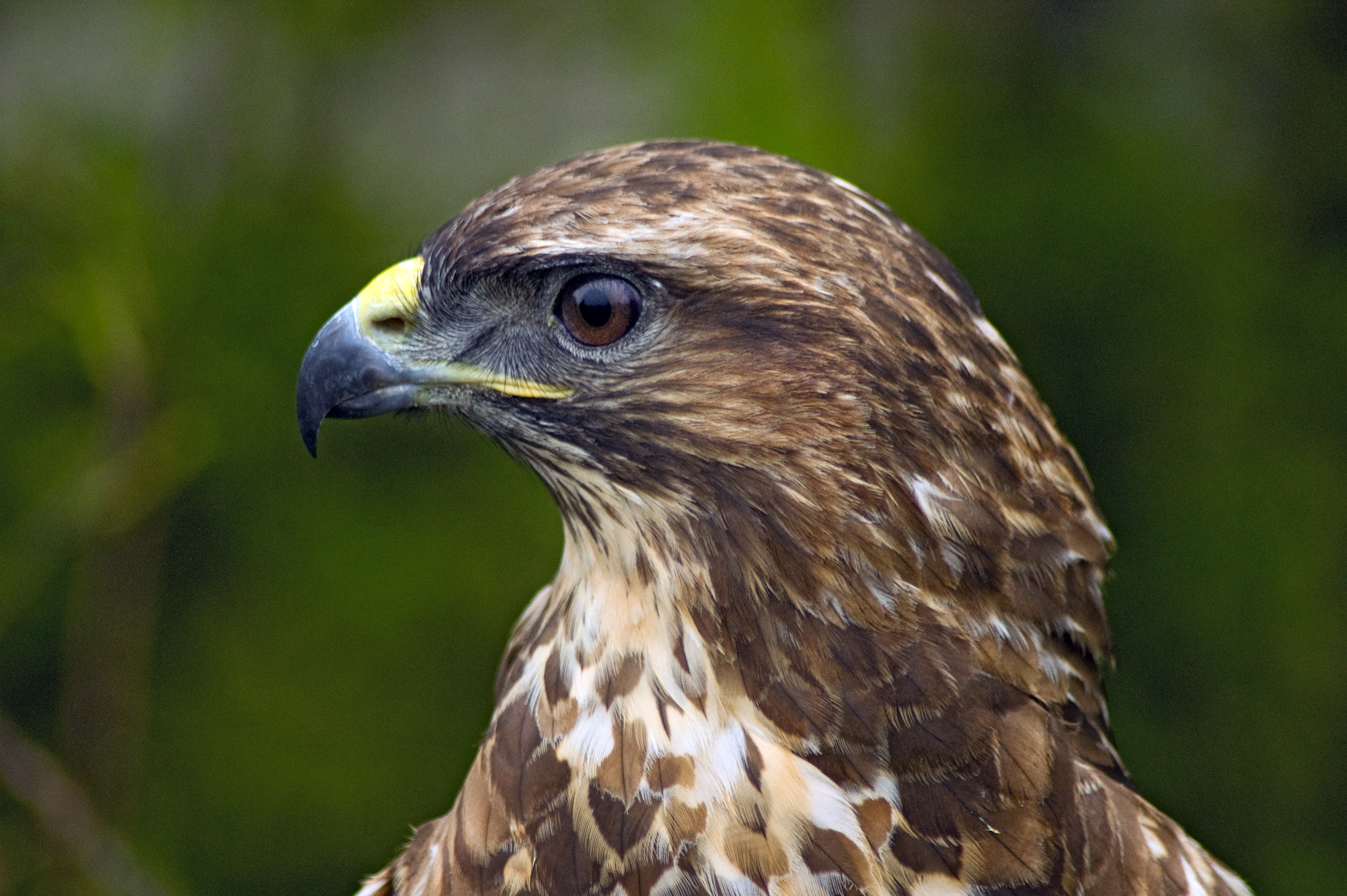
Diều thường

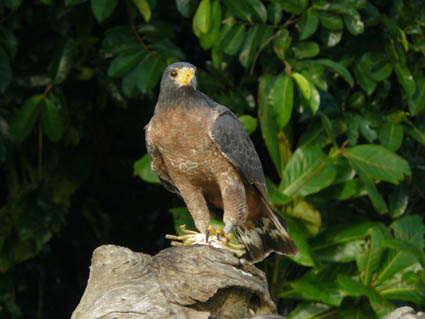
Diều ăn cua đỏ

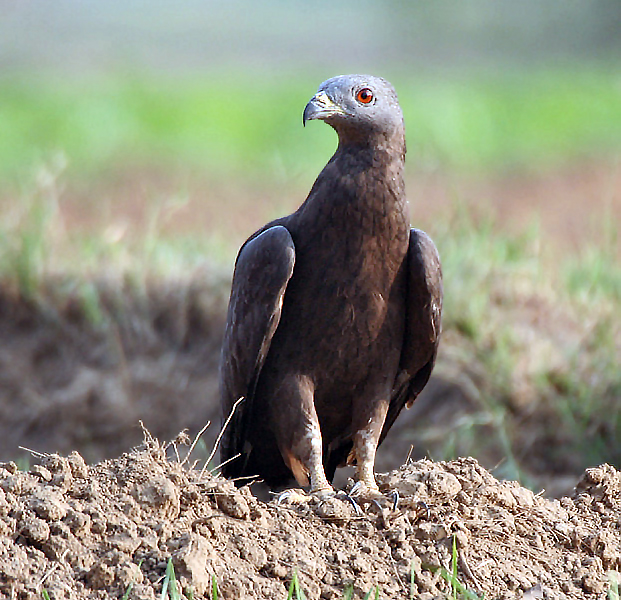
Diều ăn ong

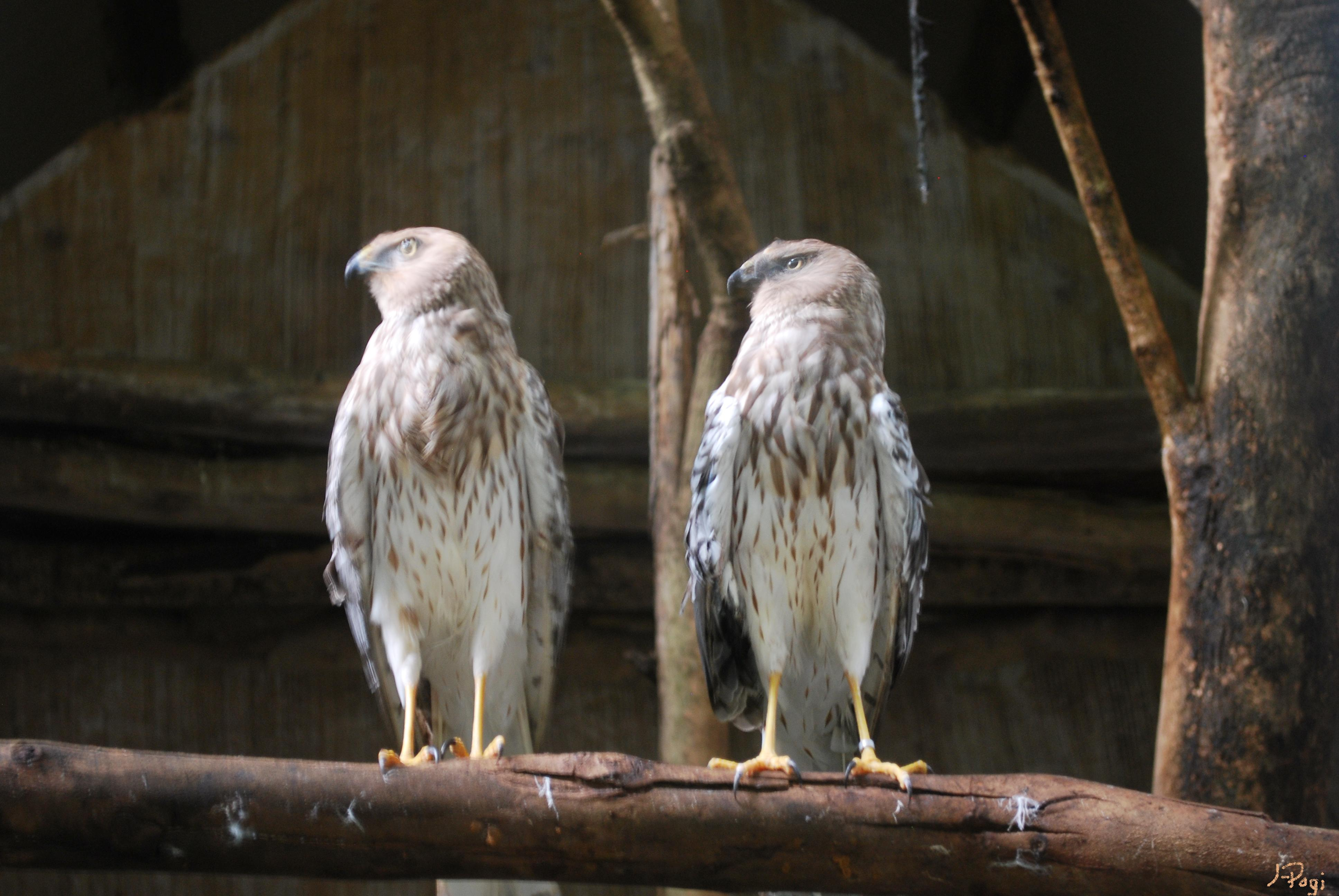
Diều mướp

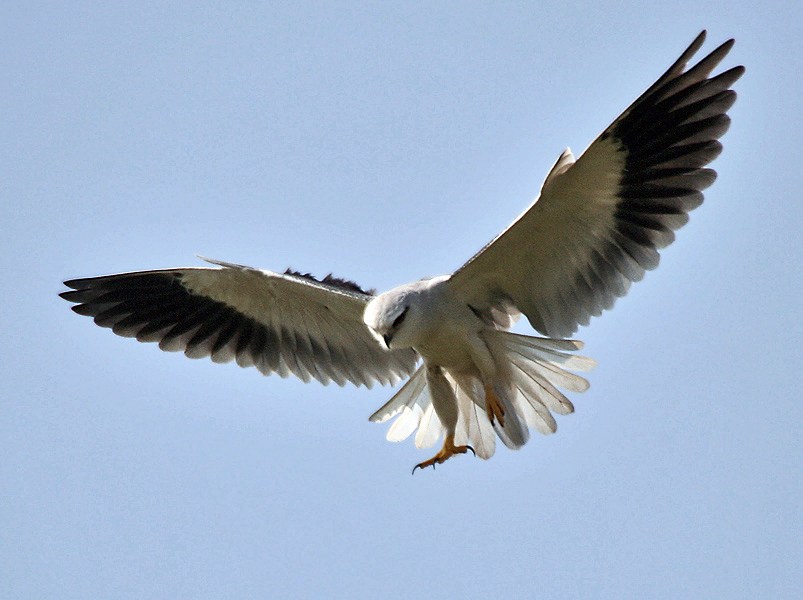
Diều trắng

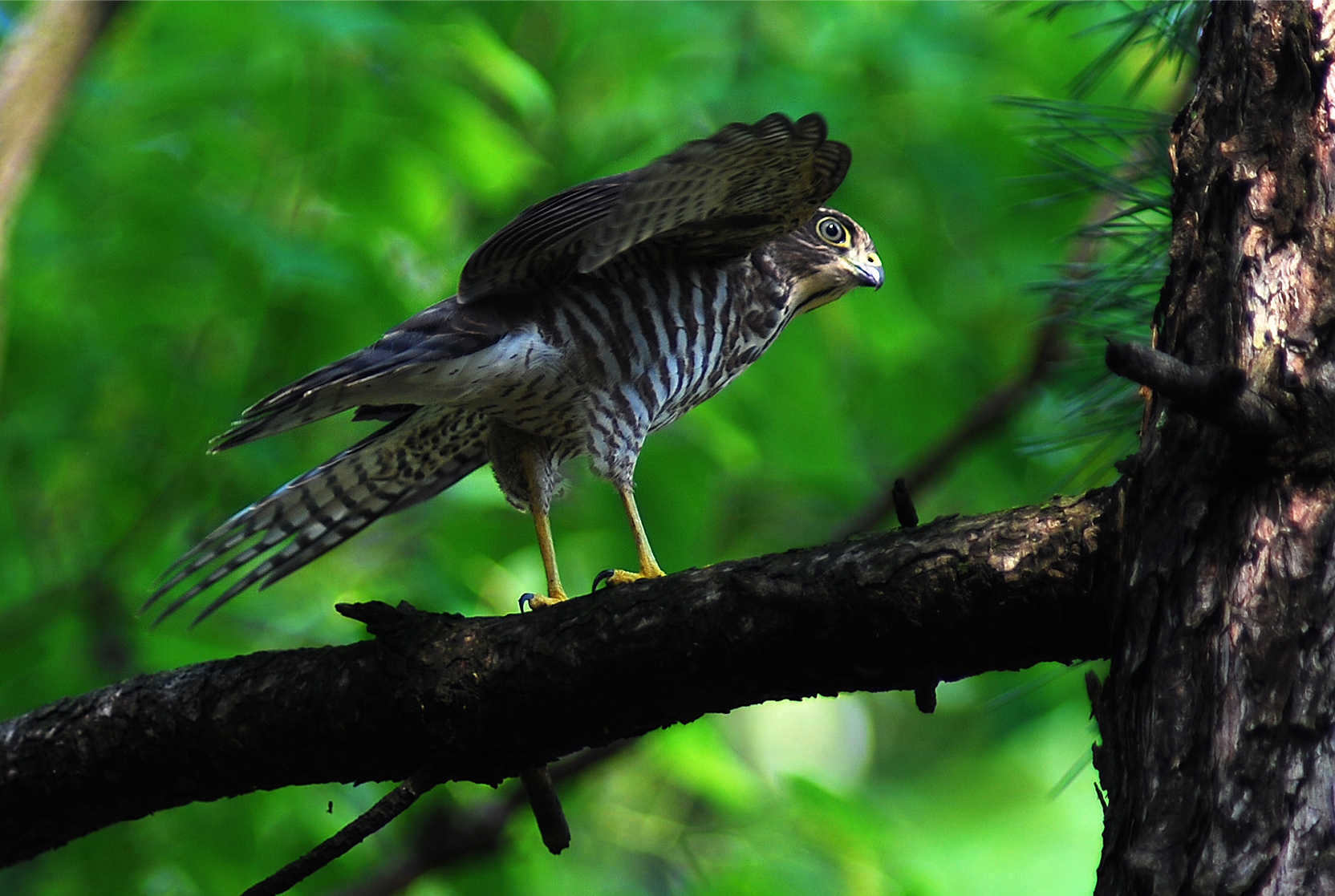
Bồ cắt Nhật Bản

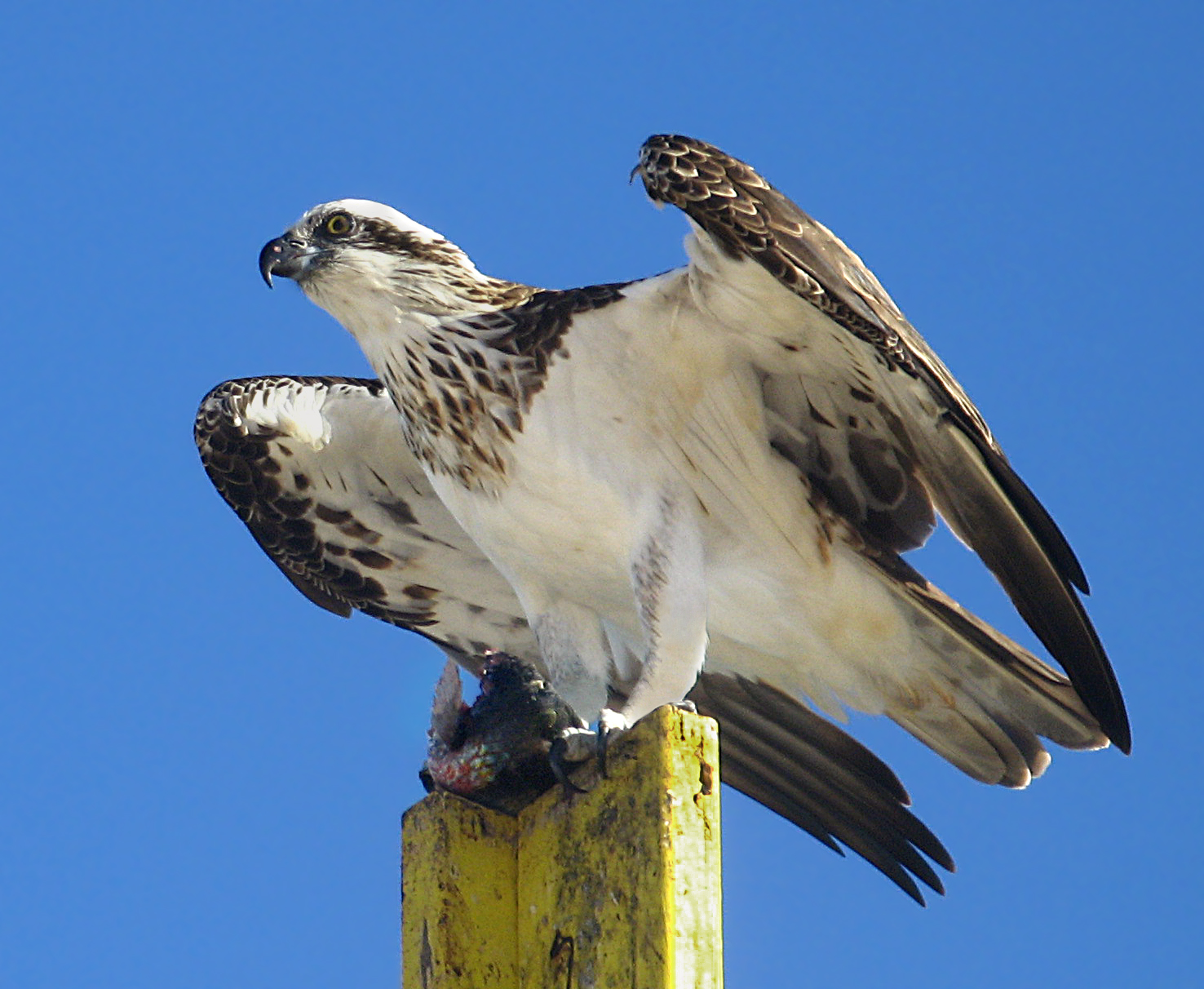
Ó cá

- Kền kền cựu lục địa (Vulture): còn gọi là đại bàng đầu trọc, là các loài chim có kích thước lớn đến rất lớn (2–14 kg và dài 70–120 cm, sải cánh 1,5 đến trên 3m) phân bố ở cựu lục địa, có cánh rộng, thường có cái đầu trọc hoặc ít lông. Chúng thường lượn vòng trên trời hoặc tụ tập thành bầy trên mặt đất khi ăn mồi. Chân của chúng không có vuốt sắc, nên chỉ phù hợp với lối sống ăn xác chết tuy rằng đôi khi cũng ăn con mồi nhỏ. Có khoảng 15-16 loài, nhiều nhất là các loài thuộc chi Gyps, như Kền kền ưng, Kền kền Ấn Độ.
- Đại bàng (Eagle)(khoảng gần 20 loài) là các loài chim săn mồi có kích thước lớn đến rất lớn (2–9 kg, dài 70–100 cm, sải cánh từ 1,6 đến trên 2,5m), cánh rộng dài, đuôi rộng tròn, chân to khỏe, có khả năng săn những con mồi lớn. Đại bàng thực thụ chủ yếu là các loài trong chi Aquila, như Đại bàng vàng, Đại bàng đuôi nhọn. Các loài đại bàng rừng, nổi tiếng mạnh mẽ, có thể giết được con mồi to lớn hơn kích thước của chúng, như Đại bàng Harpy, Đại bàng rừng châu Phi có cánh tròn và ngắn hơn, nhưng đuôi dài hơn.
- Đại bàng ưng (Hawk Eagle), cũng có thể được gọi là chim ưng hoặc chim diều (khoảng gần 20 loài), như Đại bàng ưng bụng đỏ, Diều đen, Diều đầu nâu là các loài chim săn mồi có kích thước khá lớn đến lớn (khoảng 1–3 kg), có hình dáng tương tự đại bàng thực thụ nhưng kích thước nhỏ hơn. Phần lớn chúng thuộc về chi Nisaetus, Spizaetus và Hieraaetus.
- Đại bàng biển (Sea Eagle) và đại bàng ăn cá, là các loài chim săn mồi có kích thước lớn đến rất lớn (hầu hết dài 70–100 cm, nặng 2–9 kg, sải cánh từ 1,7 đến trên 2,5m). Chúng thuộc về chi Haliaeetus và Ichthyophaga (khoảng 10 loài) như Đại bàng biển Steller, Đại bàng ăn cá Pallas, Đại bàng đầu trắng. Chúng sống có lối sống gần nước, thường xuyên bắt mồi là cá, hoặc động vật thủy sinh, tuy nhiên chúng cũng săn cả các loài động vật khác như các loài chim nước (vịt, sếu...), động vật có vú nhỏ...
- Đại bàng ăn rắn hay diều ăn rắn (Snake Eagle và Serpent Eagle), là các loài chim săn mồi có kích thước khá lớn đến lớn (khoảng từ gần 1 kg đến dưới 3 kg), cánh rộng, mỏ quặp, chân to và khỏe, chủ yếu săn mồi là các loài bò sát như rắn. Nhóm này có khoảng 15 loài, đa phần thuộc chi Circaetus và Spilornis, ví dụ như Diều hoa Miến Điện, Đạibàng ăn rắn nâu.
- Ó (Buzzard): là các loài chim săn mồi (khoảng 30 loài) có kích cỡ trung bình hoặc khá lớn (vài trăm gram đến 2 kg), thân to tròn, chắc nịch, cánh rộng, đuôi rộng và tròn. Thường bay cao vòng tròn trên các khu vực rộng để tìm mồi. Chân to khỏe phù hợp với việc bắt mồi là động vật có vú. Chủ yếu là các loài trong chi Buteo, như Diều thường, Diều mốc đuôi đỏ.
- Diều mốc Nam Mỹ hay diều ăn cua (Crab Hawk): là các loài chim săn mồi có kích thước trung bình đến khá lớn (vài trăm gram đến trên 1 kg) thuộc chi Buteogallus và tương tự, phân bố ở khu vực Trung và Nam Mỹ. Nhiều loài trong số chúng thích ăn các loài giáp xác lớn như cua. Ví dụ Diều ăn cua đỏ
- Diều ăn ong (Honey Buzzard): là các loài chim săn mồi kích cỡ trung bình (vài trăm gram đến 1 kg, cánh rộng, mà côn trùng chiếm phần lớn trong khẩu phần thức ăn của chúng. Điển hình là các loài thuộc chi Pernis, như Diều ăn ong.
- Diều mướp (Harrier): là các loài chim săn mồi kích cỡ trung bình (vài trăm gram đến 1 kg), mặt tròn kiểu cú, chân nhỏ dài, cách dài rộng, đuôi dài thẳng. Kết hợp thị giác (nhìn) và thính giác (nghe) để săn động vật nhỏ. Thường bay lượn vòng tròn ở độ cao thấp trên đồng cỏ và đầm lầy. Phần lớn là các loài trong chi Circus, như Diều mướp.
- Diều hâu (Hawk): là các loài chim săn mồi kích thước nhỏ đến trung bình (khoảng vài trăm gram đến 1,6 kg), cánh dài nhọn, đuôi dài chẻ và chân tương đối yếu. Dành phần lớn thời gian bay lượn trên bầu trời, và săn những con mồi tương đối nhỏ. Các loài diều hâu thực thụ thuộc chi Milvus, như Diều hâu đen, Diều hâu đỏ, có kích thước khá lớn, trong khi các loài diều hâu cánh nhọn, như Diều trắng, thuộc chi Elanus, nhỏ hơn, có cánh mảnh và đuôi chẻ hơn rất đặc trưng.
- Ưng ngỗng (Goshawk) và bồ cắt hay cắt hỏa mai (Sparrowhawk): là một nhóm lớn trong số các loài chim săn mồi (khoảng 50 loài) có kích thước rất khác nhau, từ nhỏ đến trung bình (từ dưới 100 gram đến trên 2 kg), cánh tròn ngắn, đuôi dài giúp chỉnh hướng khi khi bay. Khi bay thường đập cánh nhanh trước khi liệng. Thường sống trong môi trường cây cối rậm rạp, săn mồi bằng cách rình mồi và bất ngờ lao xuống con mồi từ một cành cây với một cuộc rượt đuổi ngắn. Con mồi thường là chim và động vật có vú nhỏ. Hầu hết chúng là các loài thuộc chi Accipiter, ví dụ Diều hâu vuốt sắc, Ó ngỗng, Bồ cắt Nhật Bản. Bồ cắt thực sự thường có kích thước nhỏ hơn diều hâu rừng, trong số đó có những loài nhỏ nhất trong bộ Ưng như Bồ cắt nhỏ, Bồ cắt tí hon chỉ dài khoảng 20 cm, sải cánh 40 cm và cân nặng khoảng 70 gram, trong khi loài lớn nhất trong nhóm, Ó ngỗng, có thể đạt tới kích thước 70 cm chiều dài, sải cánh gần 1,3m và cân nặng tới 2,2 kg.

#### Ó cá(Pandion haliaetus)

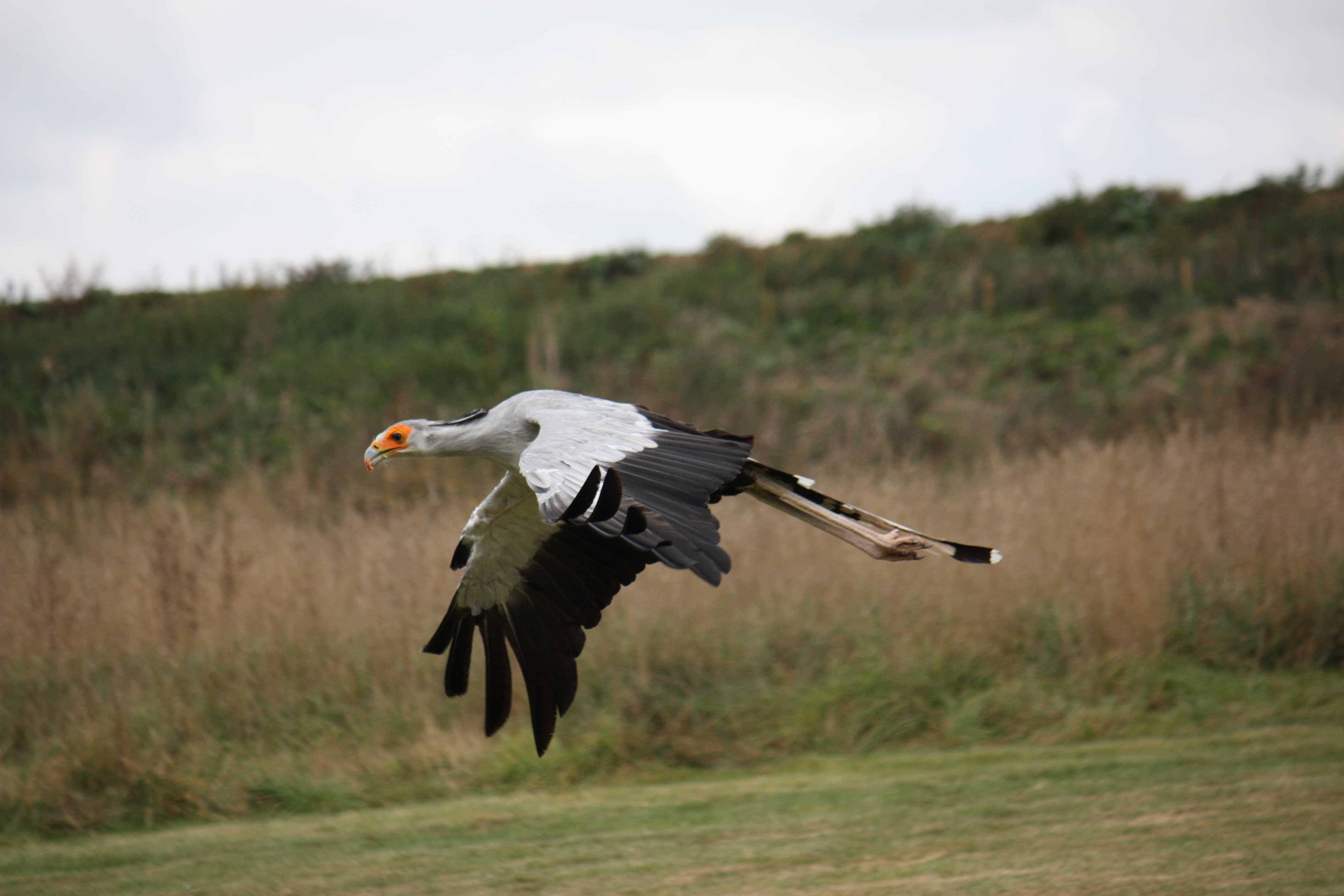
Diều ăn rắn chân dài

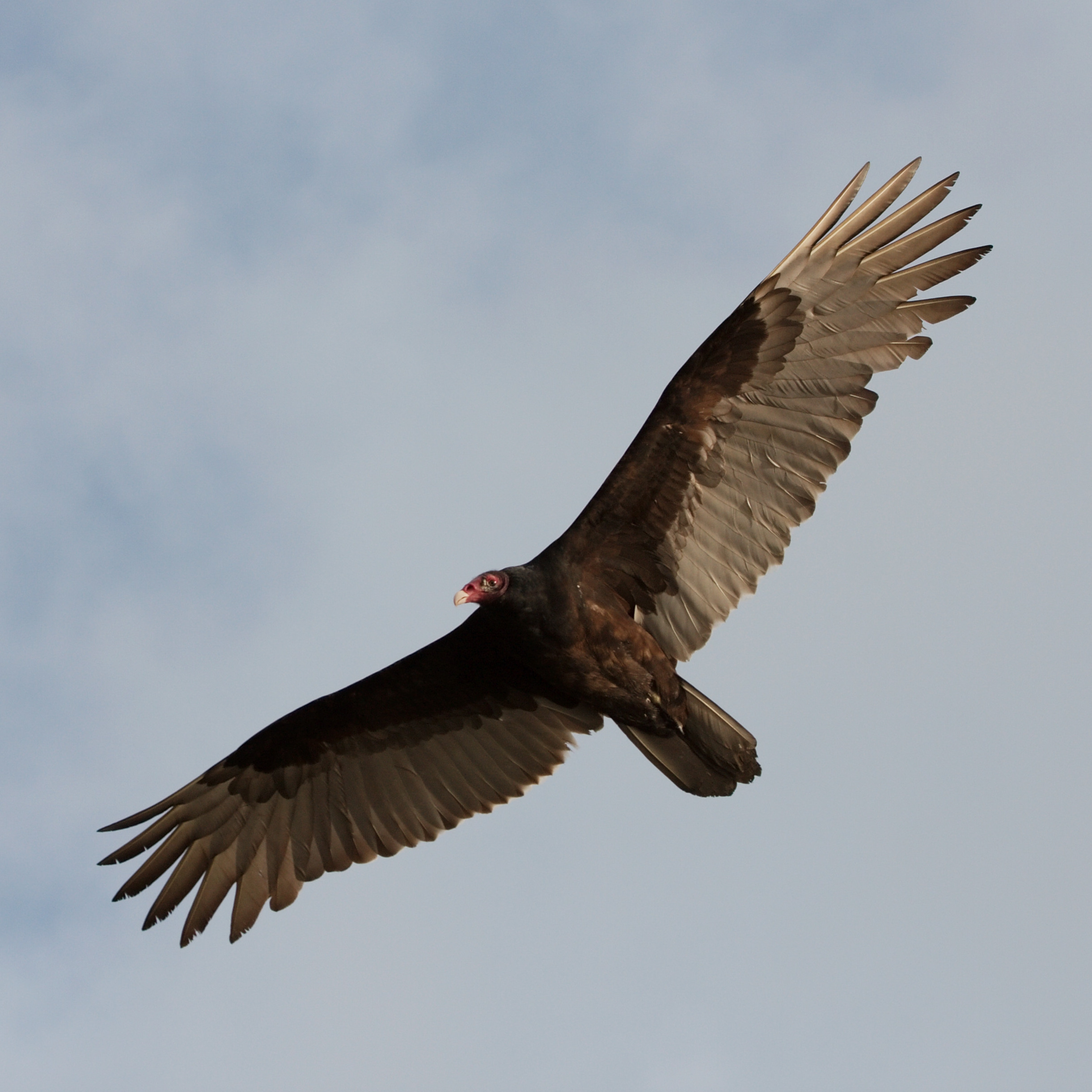
Kền kền gà tây

Là loài chim săn mồi duy nhất thuộc họ Pandionidae. Loài chim này có kích thước lớn với khối lượng 0,9-2,1 kg và sải cánh đến 180 cm. Chúng sống trong các khu vực gần nước và chủ yếu ăn cá. Ó cá có bộ móng vuốt khác với các loài chim săn mồi ban ngày khác, rất phù hợp để bắt cá.

#### Diều ăn rắn chân dài
Là loài chim săn mồi có kích thước lớn (dài 1,5m, sải cánh 2,2m, cân nặng đến 4,5 kg), với đôi chân dài và cao lênh khênh như chim sếu. Nó chỉ săn mồi trên mặt đất và con mồi thường xuyên của nó là các loài bò sát, đặc biệt là rắn. Nó giết con mồi bằng cách mổ hoặc giẫm chết. Đây là loài duy nhất thuộc họ Sagittariidae.

#### Kền kền châu Mỹ(condor)
Gồm 7 loài trong 5 chi thuộc Họ Kền kền Tân thế giới. Chúng là các loài chim săn mồi ban ngày phân bố ở châu Mỹ, nhưng có giả thiết cho là không thuộc bộ Ưng, và có lối sống ăn xác chết. Chân của chúng có móng vuốt yếu, không thích hợp cho việc quắp con mồi, và mỏ của chúng cũng tương đối yếu so với các loài chim săn mồi khác. Chúng có cánh dài và rộng, đuôi cứng, thích hợp cho việc bay liệng, và có khứu giác tốt để giúp chúng phát hiện thức ăn. Các loài điển hình thuộc chi Cathartes như Kền kền gà tây.

### Bộ Cắt

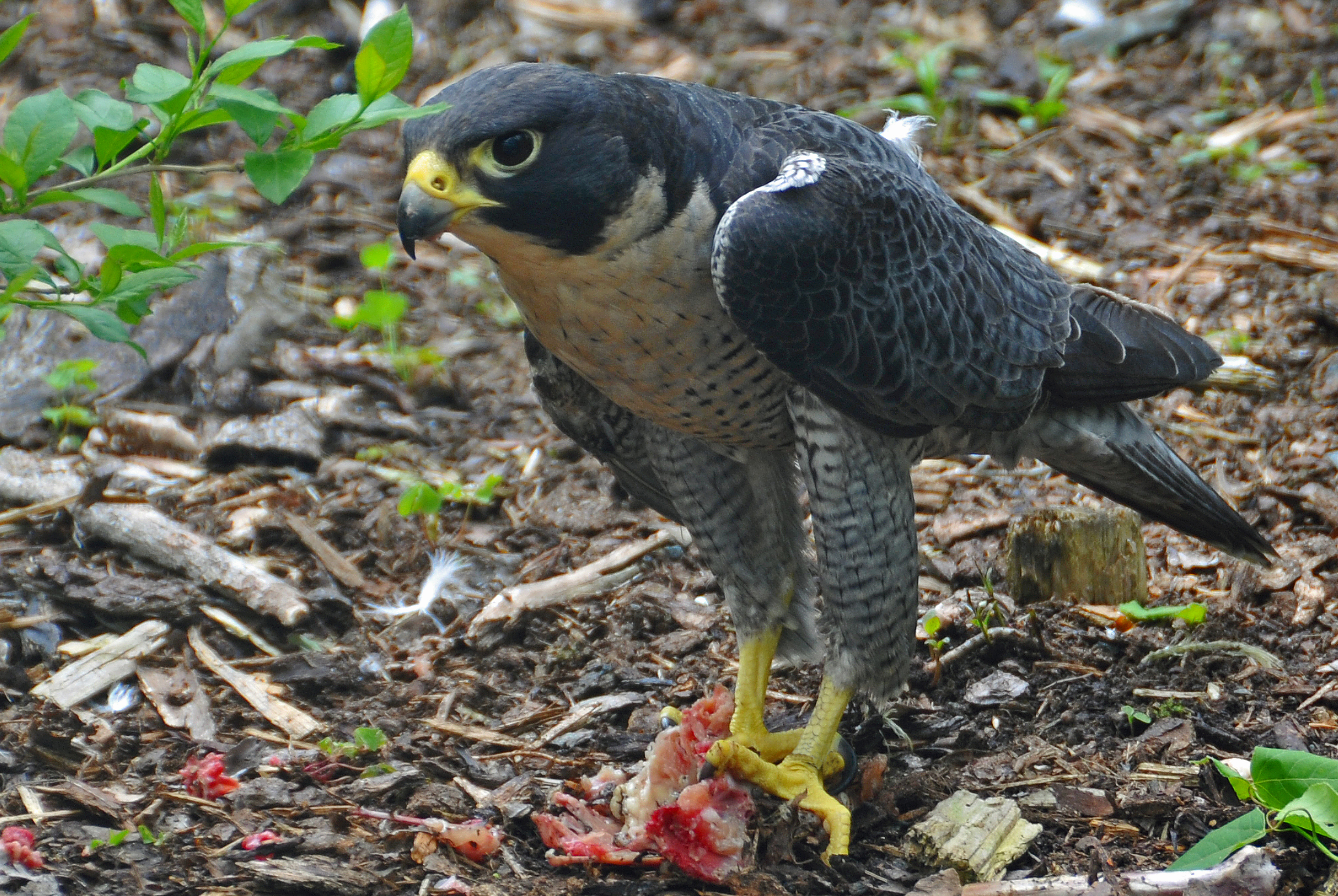
Cắt lớn

Bao gồm khoảng 65 loài trong 1 họ duy nhất.

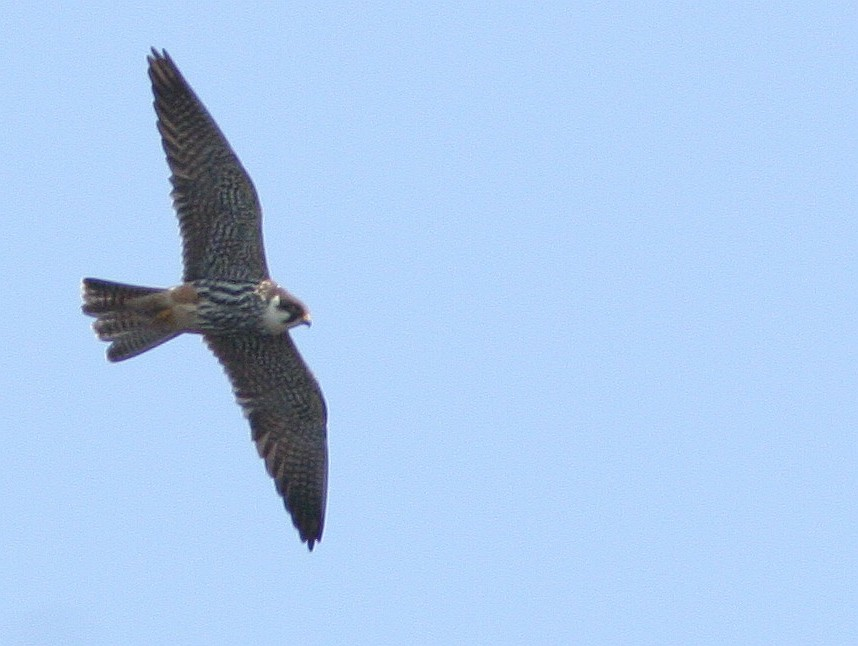
Cắt Trung Quốc

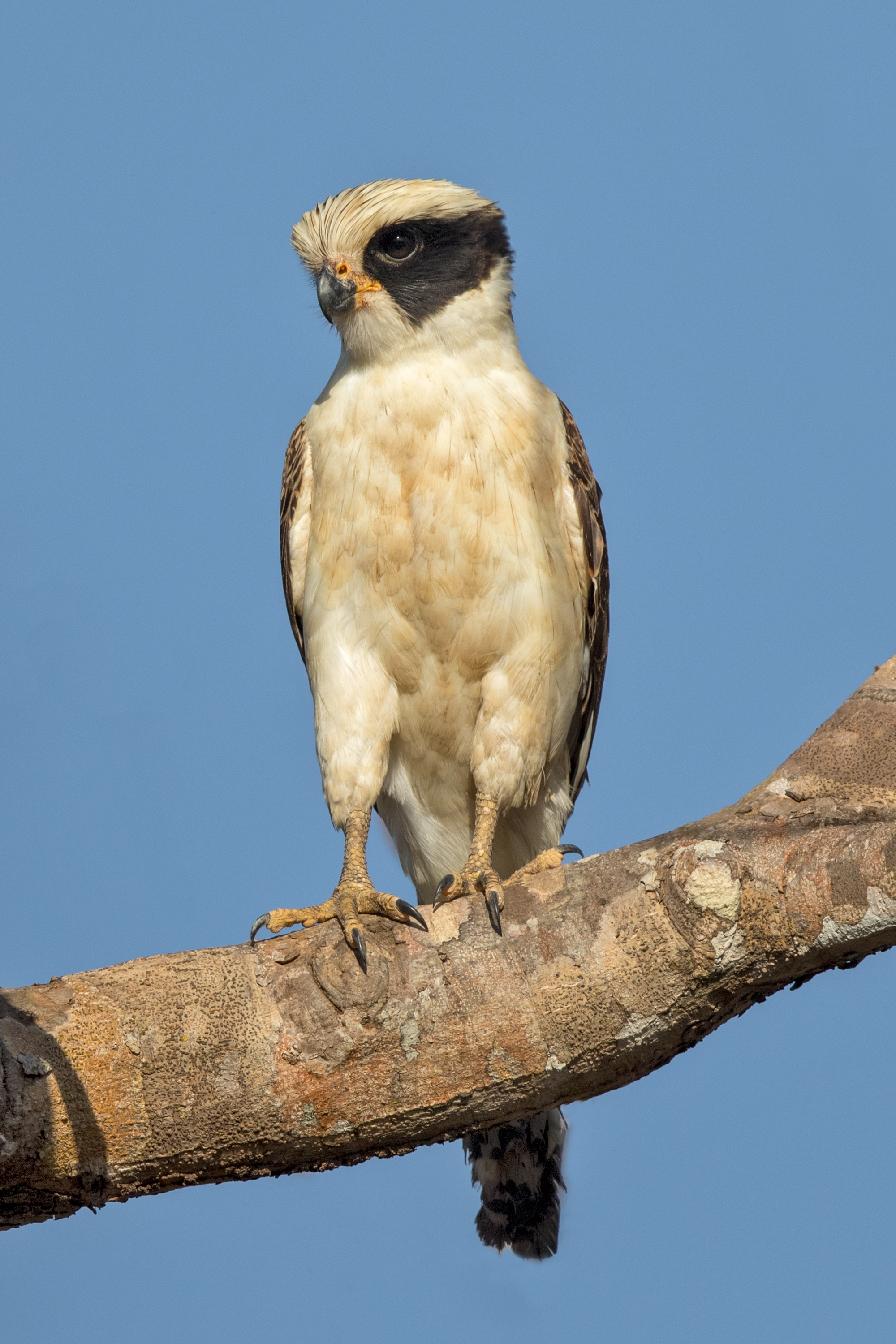
Cắt cười

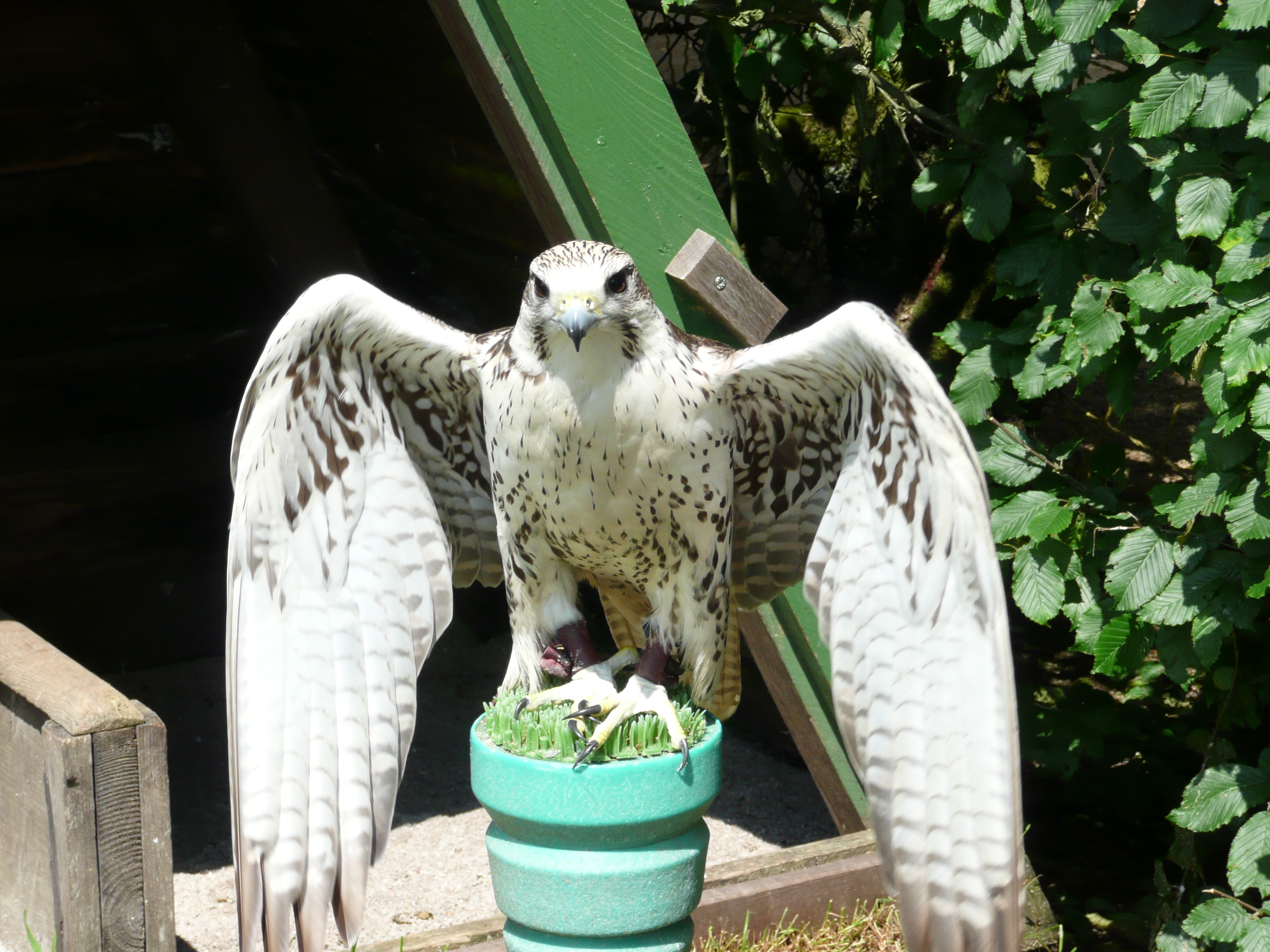
Cắt Bắc Cực

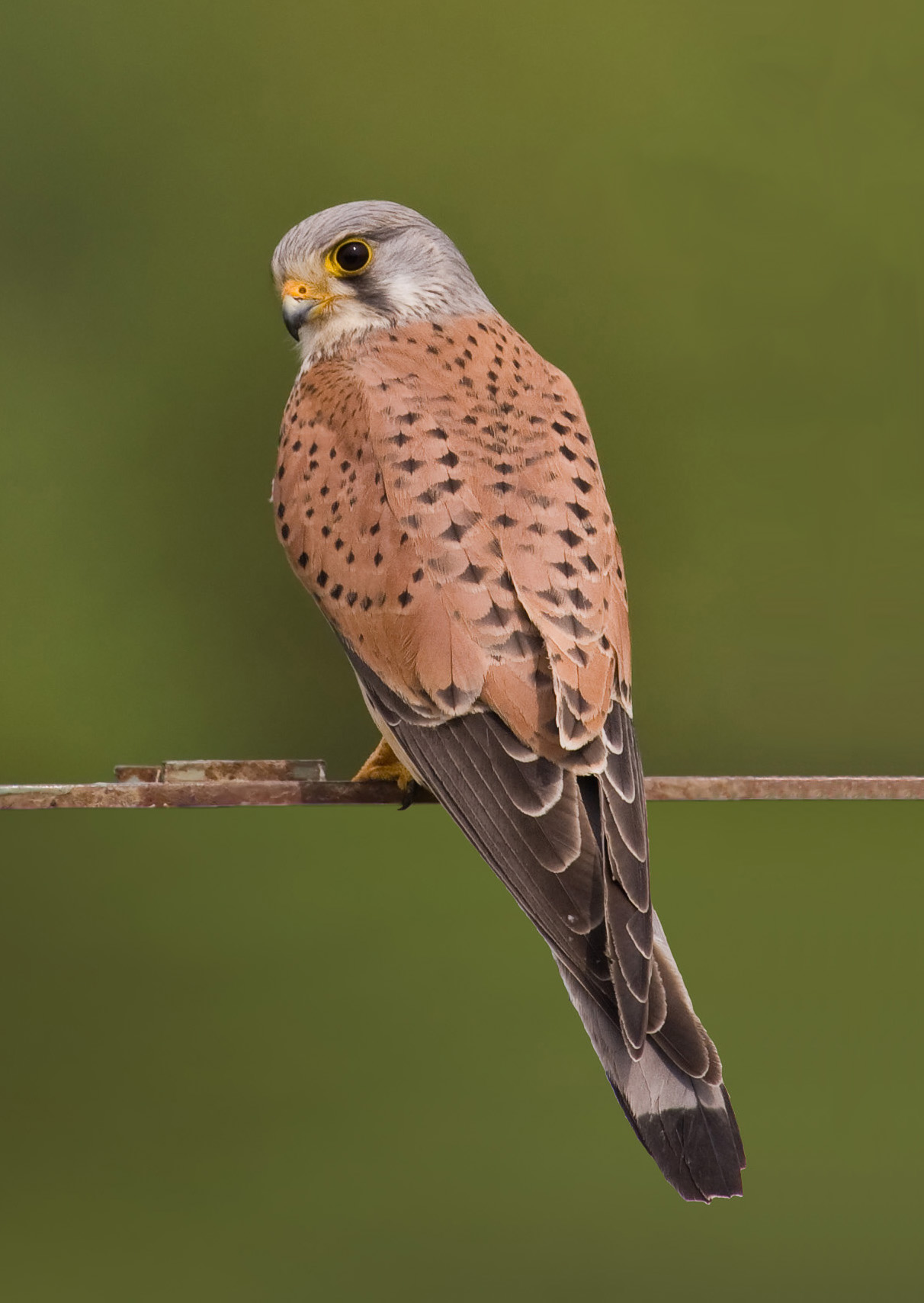
Cắt lưng hung

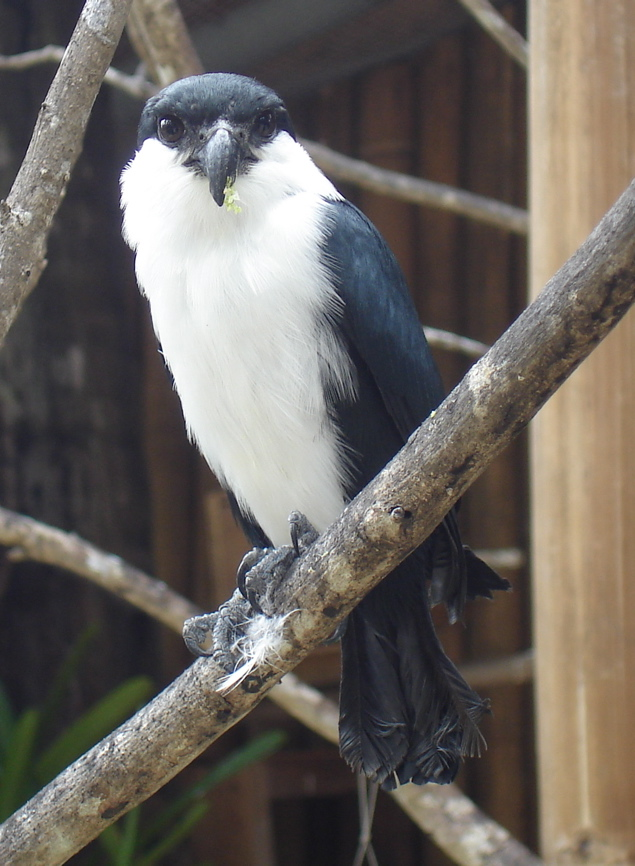
Cắt sẻ Philippine

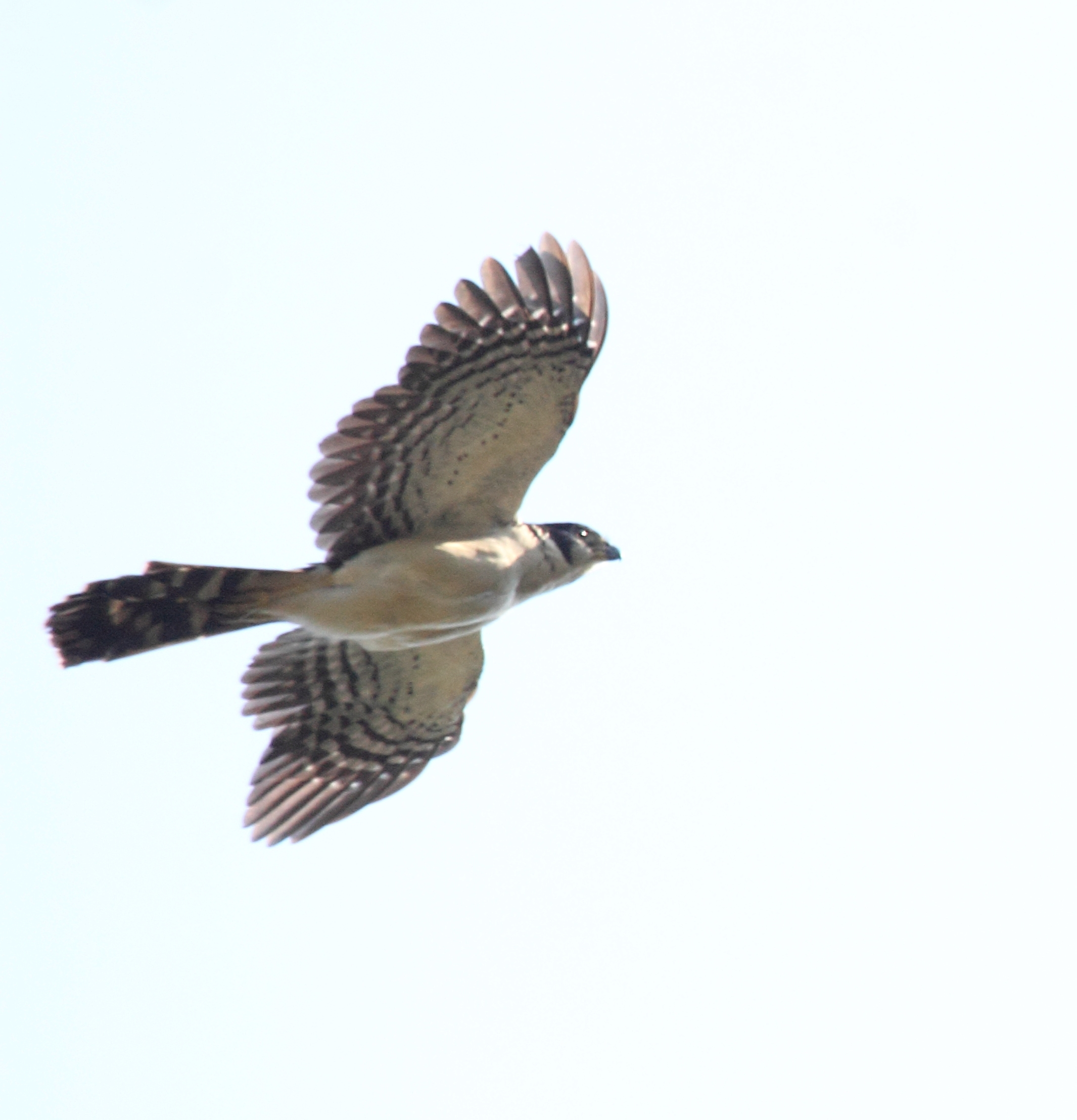
Cắt rừng cổ cồn

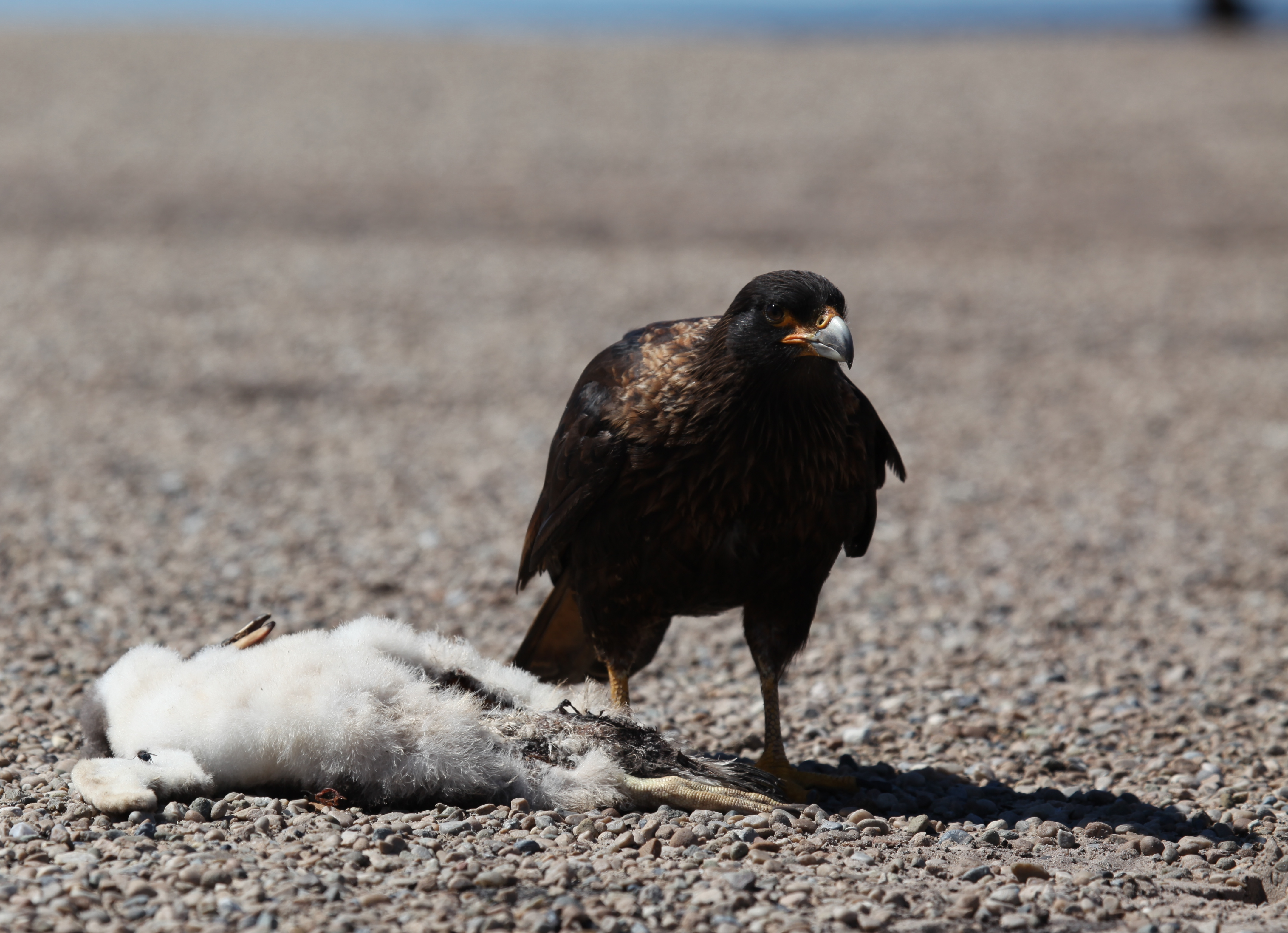
Cắt kền kền lớn

#### Chi Cắt
Là nhóm Chim cắt thực thụ với khoảng 40 loài trong chi Falco. Chúng là các loài chim săn mồi có cánh dài nhọn, đuôi khá dài, thị giác tốt, giỏi bay liệng, khi bay đầu cánh hướng về phía sau. Chúng chủ yếu giết con mồi bằng mỏ nhờ trên mỏ có khía kiểu răng cho phép bẻ gãy xương sống của con mồi.
- Chim cắt ăn chay thường (Falcon) hello  bao gồm nhiều loài chim cắt (khoảng 15 loài) kích cỡ từ nhỏ tới trung bình (khoảng 100 gram đến 1,5  kg). Chúng có lối săn mồi bằng cách bay vút lên cao rồi lao rất nhanh về phía con mồi bằng một cú bổ nhào. Chúng săn cả các loài chim kích thước trung bình và động vật có xương sống trên mặt đất. Loài điển hình Cắt lớn, là loài lớn nhất trong nhóm có sải cánh đạt tới 120 cm và khối lượng 1,5 kg.
- Chim cắt gầy (Hobby) là một số loài chim săn mồi thuộc chi Cắt với kích thước tương đối nhỏ đến trung bình (một vài trăm gram), thân hình mảnh dẻ, với cánh dài và hẹp, rất nhanh nhẹn và là các vận động viên bay lượn tuyệt với. Chúng thường bắt con mồi và giết chết con mồi khi đang bay trên không. Con mồi của chúng là các loài chim và côn trùng. Ví dụ Cắt Trung Quốc.
- Chim cắt ưng (Hierofalcon) gồm 4 loài chim cắt có kích thước khá lớn (khoảng 0,5 kg đến 2 kg). Chúng có bộ lông đốm giống như chim ưng và có lối săn mồi tương tự diều hâu rừng (Goshawk), tức là bay ngang về phía con mồi, không giống như Cắt thường bổ nhào xuống con mồi hay Cắt gầy nhào lộn trên không. Bao gồm các loài Cắt Bắc Cực, Cắt Saker, Cắt Ấn Độ, Cắt Lanner.
- Chim cắt lùn (Kestrel): khoảng gần 15 loài chim săn mồi có kích cỡ nhỏ (từ 80 đến trên 300 gram), thân hình chắc nịch, chủ yếu bắt các con mồi nhỏ dưới mặt đất như động vật gặm nhấm, bò sát và côn trùng. Loài nhỏ nhất trong nhóm cũng là loài nhỏ nhất trong chi Cắt là Cắt Seychelle, chỉ dài khoảng 20 cm, sải cánh 40 cm và cân nặng 80g, trong khi những loài lớn nhất như Cắt mặt trắng, dài tới gần 40 cm, sải cánh trên 80 cm và có trọng lượng đạt tới trên 300g. Chúng săn mồi bằng cách bay tại chỗ cách mặt đất 10-20m ở khu vực trống trải và quan sát con mồi trên mặt đất sau đó bổ nhào xuống. Loài điển hình Cắt lưng hung.

#### Chim cắt sẻ (Falconet và Pygmy falcon)
Gồm 8 loài loài chim săn mồi có quan hệ gần gũi với chim cắt thực thụ, nhưng có kích thước rất nhỏ (vài chục đến 100 gram). Các loài điển hình thuộc chi Microhierax. Hầu hết trong số chúng là các loài chim săn mồi nhỏ nhất, như Cắt sẻ Philippine, Cắt sẻ chân đen, Cắt sẻ mặt trắng, Cắt sẻ chân đỏ, chỉ dài 15 cm, sải cánh 30 cm và cân nặng khoảng 30g. Chúng ăn chủ yếu sâu bọ, ngoài ra còn cả những động vật có xương sống nhỏ.

#### Cắt cười (Laughing Falcon)
Loài chim duy nhất trong chi Herpetotheres phân bố ở khu vực Trung và Nam Mỹ với kích thước trung bình (dài 46–56 cm, sải cánh 79–94 cm và cân nặng 410-800 gram). Chúng bay chậm, kết hợp đập cánh nhanh và lượn. Thích quan sát mặt đất từ trên một cành cây. Chúng chủ yếu bắt các loài bò sát và hiếm hơn, động vật gặm nhấm nhỏ, dơi và rết. Bắt mồi bằng cách lao vào con mồi khi đang bay và mổ vào đầu.

#### Chim cắt rừng (Forest falcon)
Gồm 7 loài chim chim săn mồi trong họ Cắt sống ở Trung và Nam Mỹ, có kiểu sống giống với diều hâu rừng hơn là chim cắt, thích nghi với sự nhanh nhẹn trong môi trường rậm rạp hơn là tốc độ trong môi trường thoáng đãng. Chúng có kích thước trung bình (vài trăm gram) với đôi cánh ngắn, đuôi dài, và thính giác rất tốt. Lối săn mồi giống như diều hâu rừng, bằng cách nấp và đợi con mồi đi qua và bắt con mồi bằng một cuộc rượt đuổi nhanh. Chúng là những kẻ đi săn linh hoạt, sáng tạo, một số có thể bắt mồi trên mặt đất bằng chân. Con mồi có thể là chim, bò sát hoặc động vật có vú. Tất cả chúng thuộc về chi Micrastur, ví dụ Cắt rừng cổ cồn

#### Chim cắt kền kền (Caracara)
Gồm khoảng 10 loài chim có kích cỡ trung bình đến khá lớn (vài trăm gram đến 2 kg) trong họ Cắt sống ở khu vực Trung và Nam Mỹ. Không giống với Chim cắt thực thụ, các loài Caracara có cánh rộng, mặt ít lông, bay chậm và có lối sống chủ yếu ăn xác chết. Loài điển hình như Cắt kền kền lớn thuộc chi Phalcoboenus.

## Chim săn mồi ban đêm
Bộ Cú
Bao gồm khoảng 210 loài thuộc 27 chi trong Họ Cú mèo và Họ Cú lợn.

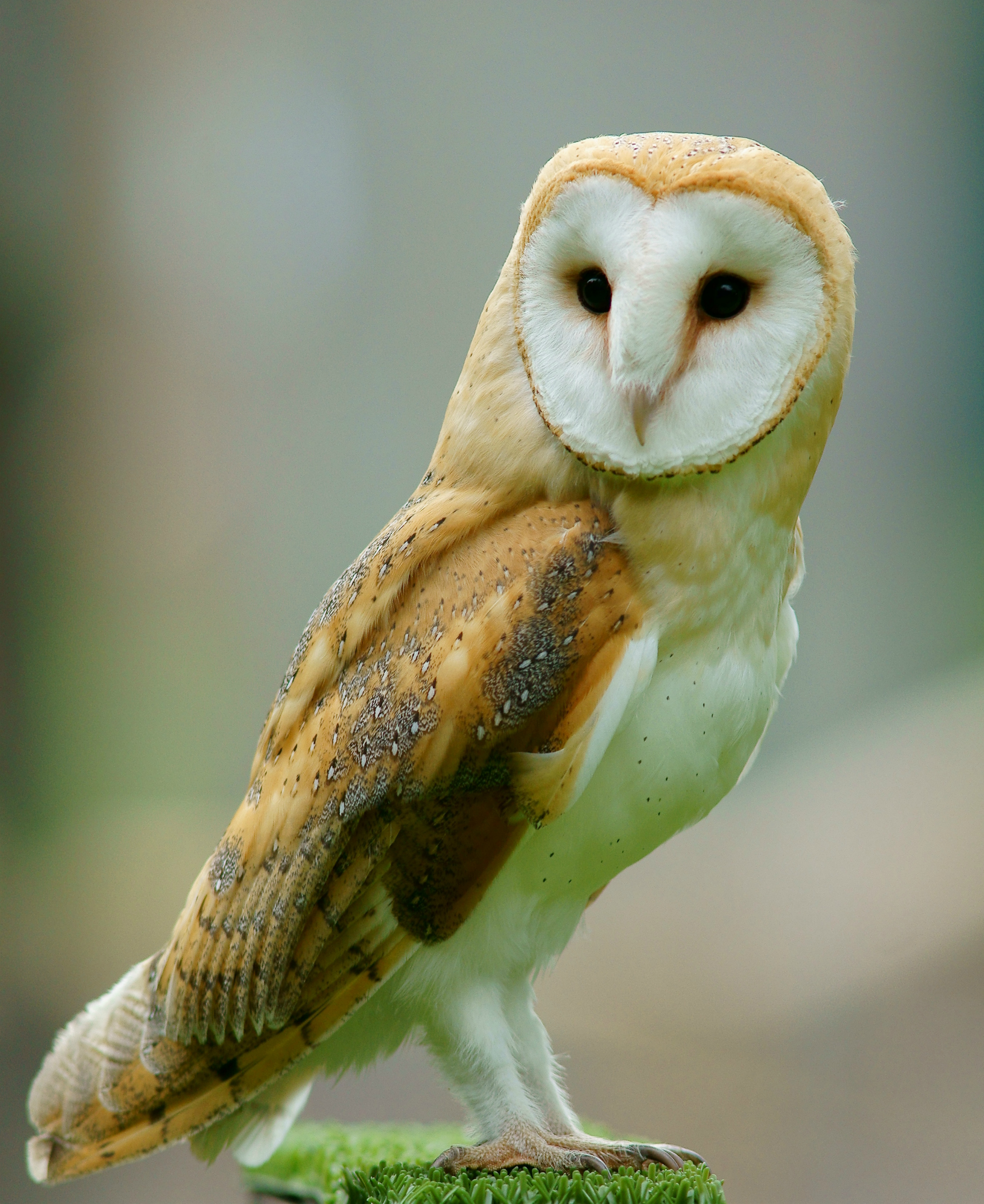
Cú lợn lưng xám

### Họ Cú lợn
Bao gồm 17 loài chim săn mồi ban đêm cỡ trung bình đến khá lớn (vài trăm gram đến trên 1 kg), đầu to, khuôn mặt hình trái tim, chân khá dài, cánh dài và đuôi ngắn. Thính giác cực kỳ tốt, đồng thời khi bay không phát ra tiếng động giúp chúng dễ dàng tiếp cận con mồi. Con mồi chủ yếu là các loài động vật gặm nhấm, ngoài ra còn ăn các động vật nhỏ khác. Hầu hết là các loài thuộc chi Tyto, ví dụ Cú lợn lưng xám.

### Họ Cú mèo

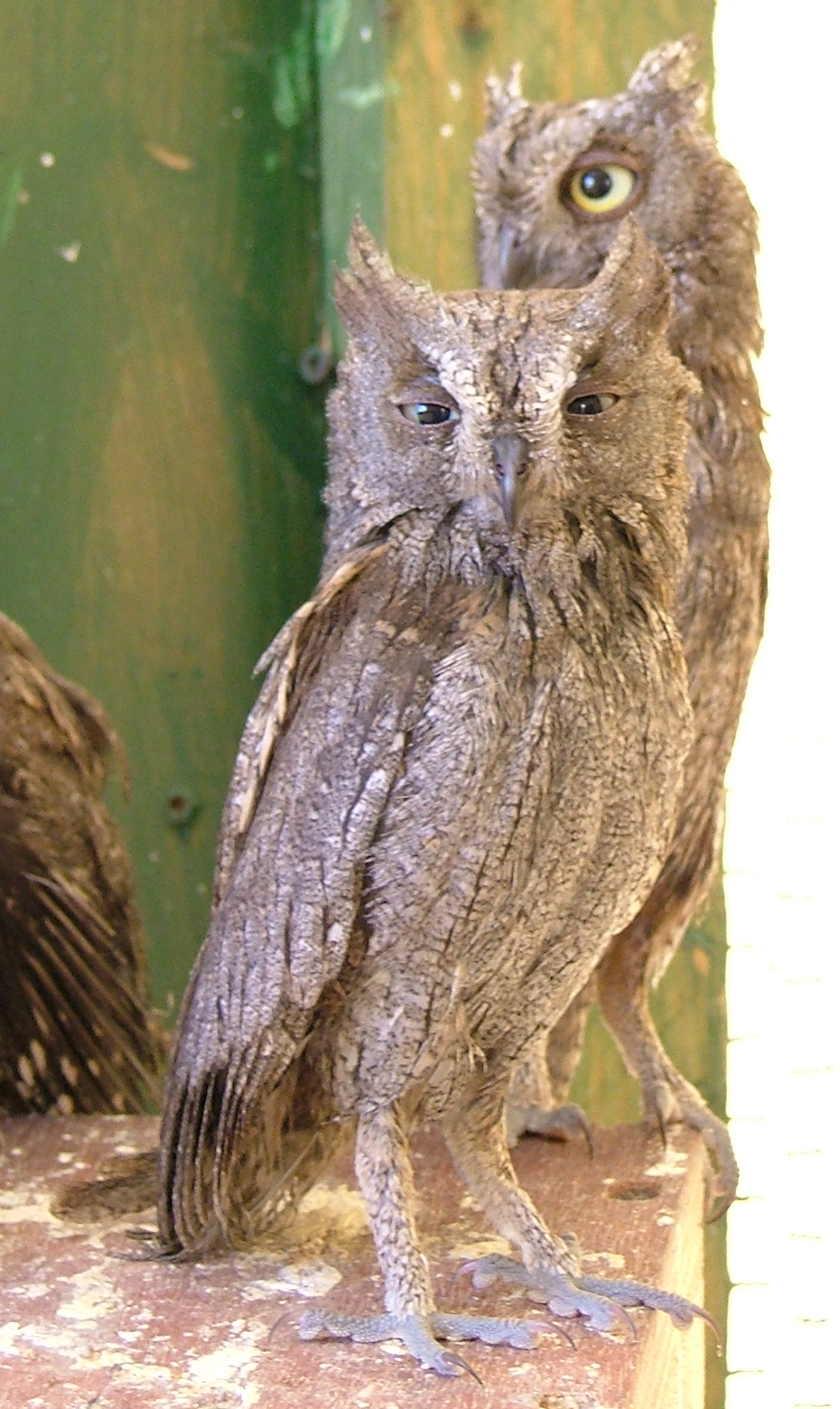
Cú mèo châu Âu

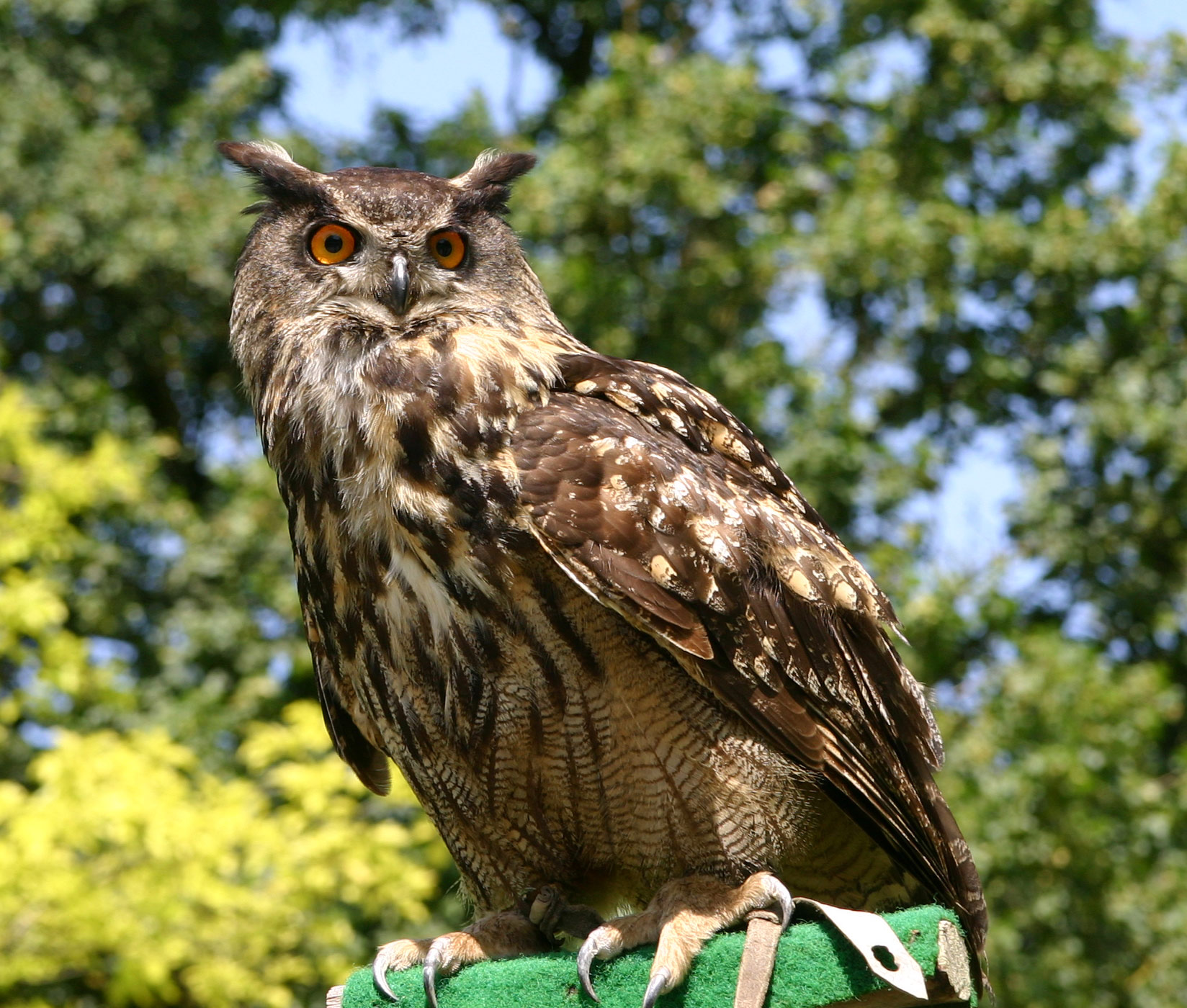
Cú đại bàng Á Âu

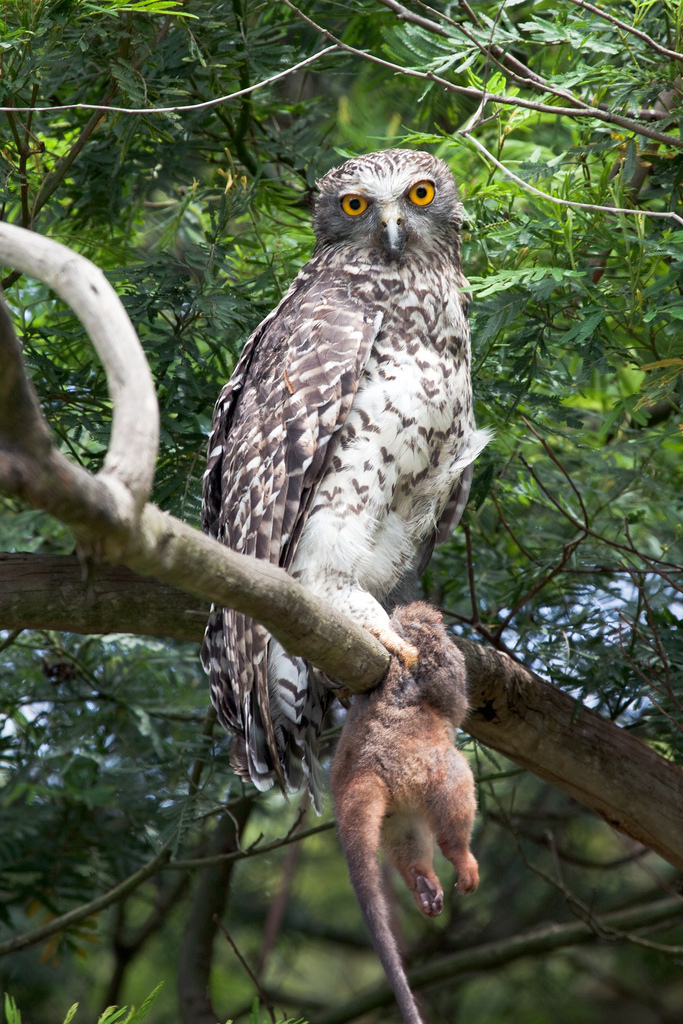
Cú vọ lực sĩ

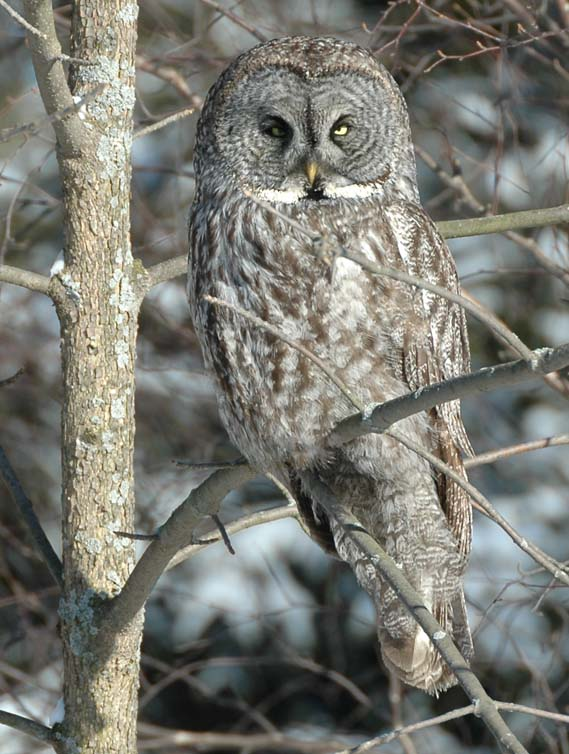
Hù xám lớn

Khoảng 190 loài trong 25 chi, với kích cỡ từ nhỏ đến lớn (vài chục gram đến khoảng 4 kg). Bao gồm các loài Dù dì (Horned owl, eagle-owl), Hù (earless owls), Cú mèo (scops-owls, Screech owl), Cú vọ (Hawk-owl, pygmy owl, owlet). Khác với các loài trọng họ Cú lợn, nhiều loài trong số chúng có thị giác rất tốt và hoạt động một phần vào ban ngày.

#### Cú mèo
Cú mèo là những loài cú có dáng vẻ nhanh nhẹn, kích thước từ nhỏ đến trung bình (vài chục đến vài trăm gram), trong đó hầu hết là tương đối nhỏ. Nhiều loài trong số chúng đặc trưng bởi khuôn mặt có một túm lông cứng ở trên đầu trông giống như tai mèo. Bao gồm các loài cú mèo thường (chi Otus, 45 loài, đa phần là tương đối nhỏ), cú mèo châu Mỹ (chi Megascops, 26 loài phân bố ở châu Mỹ, đa phần là nhỏ), cú lửa (chi Asio, 6 loài, kích thước trung bình), cú mặt trắng (chi Ptilopsis), cú mào, cú bờm. Loài điển hình là Cú mèo châu Âu.

#### Dù dì
Đây là những loài cú có hình dáng tương tự cú mèo, với túm lông kiểu tai đặc trưng, nhưng có kích thước lớn hơn (khoảng vài trăm gram đến vài kg). Chúng chủ yếu thuộc chi Bubo (khoảng 25 loài). Trong số chúng gồm những loài lớn nhất trong Bộ Cú, như Cú đại bàng Á Âu, Cú cá Blakiston có thể có kích thước tương đương với đại bàng (dài tới 70 cm, sải cánh gần 2m và cân nặng trên 4 kg). Chúng có cánh rộng, móng vuốt rất mạnh mẽ và có thể săn được những con mồi khá lớn. Một số loài ăn cá, trong khi một số loài săn bắt chim và động vật có vú nhỏ.

#### Cú vọ
Khác với cú mèo, hầu hết các loài cú vọ không có túm lông hình tai trên mặt, một số có khuôn mặt hao hao giống với các loài chim diều hâu. Các loài cú vọ thông thường (chi Glaucidium, khoảng 30 loài, chi Athene, 6 loài, chi Aegolius, 4 loài, cú lùn, cú ria dài, cú diều phương Bắc) với kích thước từ nhỏ đến trung bình, trong đó hầu hết là nhỏ. Các loài cú vọ Úc (chi Ninox, khoảng 20 loài, Cú vọ Papua) phân bố ở châu Đại Dương, Đông và Nam châu Á, và một loài ở Madagaxca, có kích thước từ nhỏ cho tới khá lớn (vài chục gram đến gần 2 kg). Những loài nhỏ nhất trong bộ Cú, chỉ dài 13 cm, cân nặng khoảng 40 gram, thuộc về các loài cú vọ như Cú ria dài, Cú lùn. Loài lớn nhất trong nhóm này là Cú vọ lực sĩ có thể đạt tới khối lượng 1-1,7 kg.

#### Hù
Giống với nhiều loài cú vọ, các loài hù không có túm lông hình tai trên mặt, với khuôn mặt hình tròn kiểu trái tim. Chúng có kích thước từ trung bình cho tới khá lớn (khoảng vài trăm gram đến gần 2 kg) và thuộc vào các loài Hù (chi Strix, khoảng 20 loài, gồm cả chi Ciccaba), Hù đeo kính (chi Pulsatrix, 4 loài). Loài lớn nhất là Hù xám lớn là loài có chiều dài cơ thể dài nhất trong Bộ Cú, trung bình là 72 cm đối với con mái và 66 cm với con trống.